# Archilobesia chresta
Archilobesia chresta är en fjärilsart som beskrevs av Diakonoff 1973. Archilobesia chresta ingår i släktet Archilobesia och familjen vecklare. Inga underarter finns listade i Catalogue of Life.